# Médiocratie
Ne doit pas être confondu avec Médiacratie.
La médiocratie (du latin mediocris, moyen, et du grec kratos, pouvoir) est un concept de système de gouvernement qui consiste en un gouvernement exercé par les médiocres, des gens dont les capacités se situent dans la moyenne de la population. Il s'oppose ainsi à l'aristocratie, gouvernement des "meilleurs" et à la cacocratie, gouvernement des plus mauvais.

## Définitions
Au XIXe siècle, on l'emploie pour désigner une organisation où dominent l'opinion et les compétences moyennes, qui recherche l'homogénéité au détriment de la diversité[réf. nécessaire], ou encore le pouvoir exercé par des membres de la classe moyenne. Edmond de Goncourt la définit comme le « pouvoir politique aux mains de gens médiocres ». Alain Deneault, lui, la définit comme « le stade moyen ou médian hissé au rang d’autorité ».